# Aleix Garrido
Aleix Garrido Cañizares (Ripoll, 22 februari 2004) is een Spaanse voetballer die doorgaans speelt als middenvelder voor SD Eibar.

## Clubcarrière
Garrido werd in 2012 opgenomen in La Masia, de jeugdopleiding van FC Barcelona. Garrido mocht in maart 2023 mee trainen met het eerste elftal onder hoofdcoach Xavi. Hij maakte zijn debuut op 1 april 2023 in de uitwedstrijd in de Primera División tegen Elche CF die met 0–4 werd gewonnen.

## Clubstatistieken
Beloften
| Seizoen | Club                 | Competitie         | Competitie | Competitie | Overig | Overig | Totaal | Totaal |
| Seizoen | Club                 | Competitie         | Wed.       | Dlp.       | Wed.   | Dlp.   | Wed.   | Dlp.   |
| ------- | -------------------- | ------------------ | ---------- | ---------- | ------ | ------ | ------ | ------ |
| 2021/22 | FC Barcelona Atlètic | Primera Federación | 6          | 1          | 0      | 0      | 6      | 1      |
| 2022/23 | FC Barcelona Atlètic | Primera Federación | 5          | 0          | 0      | 0      | 5      | 0      |
| Totaal  | Totaal               | Totaal             | 11         | 1          | 0      | 0      | 11     | 1      |

Bijgewerkt t/m 2 april 2023.
Senioren
| Seizoen | Club         | Competitie       | Competitie | Competitie | Beker | Beker | Overig | Overig | Internationaal | Internationaal | Totaal | Totaal |
| Seizoen | Club         | Competitie       | Wed.       | Dlp.       | Wed.  | Dlp.  | Wed.   | Dlp.   | Wed.           | Dlp.           | Wed.   | Dlp.   |
| ------- | ------------ | ---------------- | ---------- | ---------- | ----- | ----- | ------ | ------ | -------------- | -------------- | ------ | ------ |
| 2022/23 | FC Barcelona | Primera División | 1          | 0          | 0     | 0     | 0      | 0      | -              | -              | 1      | 0      |
| Totaal  | Totaal       | Totaal           | 1          | 0          | 0     | 0     | 0      | 0      | 0              | 0              | 1      | 0      |

Bijgewerkt t/m 2 april 2023.
1 Domínguez ·
2 Cubero · 
3 Gutiérrez · 
4 Carrillo ·
5 Rodríguez ·
6 Álvarez ·
7 Alkain ·
8 Nolaskoian ·
9 Bautista ·
10 Pereira ·
11 Pascual ·
12 Gil ·
13 Magunagoitia ·
14 Arrillaga ·
15 Comas ·
17 Corpas ·
18 Merquelanz ·
19 Villa ·
20 Puertas ·
21 Guruzeta ·
22 Arambarri ·
23 Arbilla  ·
24 Martínez ·
29 Madariaga ·
31 Troncho ·
Coach: San José